# Indian Trail
Indian Trail – miasto w Stanach Zjednoczonych, w stanie Karolina Północna, w hrabstwie Union.